# Даріо Грандінетті
Даріо Грандінетті (ісп. Darío Grandinetti; нар. 5 березня 1959, Росаріо, Аргентина) — аргентинський актор.

## Біографія
Даріо Грандінетті народився в Росаріо, Аргентина. Коли актору було 17 родина виїхала з міста, але за рік знову повернулася.

## Кар'єра
Розпочав професійну кар'єру актора з участі у телесеріалах на початку 1980-х, у 1984 знявся у кіно. Більшість його ролей у аргентинському кінематографі. Його першою роботою у закордонному фільмі стала болівійська стрічка «День, коли померла тиша» Пауло Агацці.
У 2002 знявся в іспанській оскороносній стрічці «Поговори з нею», режисер якої — Педро Альмодовар. У цьому фільмі актор виконав роль Марко — журналіста, який тяжіє до жінок з неприємностями.
У 2012 отримав «Еммі» за роль у міні-серіалі «Televisión por la inclusión».

## Особисте життя
Даріо був одружений двічі: Еулалія Ломбарте Лорка (1989—1992), Маріса Мондіно (1995—2006). У першому шлюбі народилася дочка Марія Еулалія (1989) та син Хуан (1991). Від другого шлюбу має доньку Люсію Лауру.

## Фільмографія

### Фільми
| Рік  | Назва                                 | Оригінальна назва                             | Роль                   | Примітки        |
| ---- | ------------------------------------- | --------------------------------------------- | ---------------------- | --------------- |
| 1984 | «Реалізувати»                         | Darse cuenta                                  | Хуан                   |                 |
| 1985 | «В очікуванні перевізника»            | Esperando la carroza                          | Качо                   |                 |
| 1985 |                                       | La búsqueda                                   | Хуан Карлос            |                 |
| 1985 | «Довге пальто»                        | Les longs manteaux                            |                        |                 |
| 1986 |                                       | Seguridad personal                            |                        |                 |
| 1988 |                                       | Las puertitas del señor López                 |                        |                 |
| 1990 | «Сто раз ні»                          | Cien veces no debo                            | Жорж                   |                 |
| 1990 |                                       | La pandilla aventurera                        | Марінеро               |                 |
| 1992 | «Темна сторона серця»                 | El lado oscuro del corazón                    | Оліверо                |                 |
| 1994 |                                       | La balada de Donna Helena                     | Гарнача                | короткометражка |
| 1995 |                                       | Las cosas del querer: Segunda parte           | Туліло                 |                 |
| 1995 | «Не помирай, не сказавши, куди підеш» | No te mueras sin decirme adónde vas           | Леопольдо              |                 |
| 1996 |                                       | El dedo en la llaga                           | Толоса                 |                 |
| 1996 | «Прокинься, любий»                    | Despabílate amor                              | Ернесто                |                 |
| 1997 | «Танго на двох»                       | Sus ojos se cerraron y el mundo sigue andando | Карлос Гардель         |                 |
| 1998 | «День, коли померла тиша»             | El día que murió el silencio                  | Абелардо               |                 |
| 1999 |                                       | El amateur                                    | муніципальний чиновник |                 |
| 1999 |                                       | Operación Fangio                              | Хуан Мануель           |                 |
| 2001 |                                       | La casa de Tourner                            |                        |                 |
| 2001 | «Темна сторона серця 2»               | El lado oscuro del corazón 2                  | Оліверіо               |                 |
| 2002 | «Поговори з нею»                      | Hable con ella                                | Марко                  |                 |
| 2003 |                                       | Ilusión de movimiento                         | Рафаель                |                 |
| 2003 | «Штормова погода»                     | Tiempo de tormenta                            | Оскар                  |                 |
| 2003 | «Слова вбивці»                        | Palabras encadenadas                          | Рамон Діаз             |                 |
| 2003 |                                       | El juego de Arcibel                           | Алегрія                |                 |
| 2003 | «Місто сонця»                         | Ciudad del Sol                                | Луїс                   |                 |
| 2004 | «Рік повені»                          | El año del diluvio                            | Аіксела                |                 |
| 2004 | «Наступний вихідний»                  | Próxima salida                                | Карлос Велмар          |                 |
| 2005 |                                       | Segundo asalto                                | Відал                  |                 |
| 2007 | «Таємний мередіан»                    | La carta esférica                             |                        |                 |
| 2007 | «Чия це підвязка?»                    | ¿De quién es el portaligas?                   | Норман                 |                 |
| 2007 | «Пляшки»                              | El frasco                                     | Перез                  |                 |
| 2007 | «Кохай мене»                          | Quiéreme                                      | Панчо                  |                 |
| 2007 |                                       | La peli                                       | Дієго                  |                 |
| 2008 | «Горизонталі й вертикалі»             | Horizontal/Vertical                           | поліцейський           |                 |
| 2009 |                                       | Haroldo Conti, homo viator                    | Хоральдо Конті         |                 |
| 2009 |                                       | Días de mayo                                  | батько Лаури           |                 |
| 2010 | «Неонова плоть»                       | Carne de neón                                 | Чіно                   |                 |
| 2013 |                                       | Matrimonio                                    | Естебан                |                 |
| 2014 | «Неминучість»                         | Inevitable                                    | Фабіан                 |                 |
| 2014 | «Дикі історії»                        | Relatos salvajes                              | Сальгадо               |                 |
| 2015 |                                       | Francisco                                     | Жорж                   |                 |
| 2016 | «Джульєтта»                           | Julieta                                       | Лоренсо                |                 |
| 2016 |                                       | Horas                                         |                        |                 |
| 2017 |                                       | Pescador                                      | Сантос                 |                 |
| 2017 |                                       | Te esperaré                                   | Аріель Креу            |                 |
| 2018 |                                       | La reina del miedo                            | Чоловік Робертіни      |                 |
| 2018 |                                       | Rojo                                          | Клаудіо Моран          |                 |
| 2020 |                                       | La isla de las mentiras                       | Леон                   |                 |

### Серіали
| Рік         | Назва               | Оригінальна назва                              | Роль                    | Примітки   |
| ----------- | ------------------- | ---------------------------------------------- | ----------------------- | ---------- |
| 1980        |                     | Bianca                                         |                         |            |
| 1980        |                     | Donde pueda quererte                           | Приклад                 | 3 епізоди  |
| 1980        | «Сеньйорита Андреа» | Señorita Andrea                                | Роке                    | 1 епізод   |
| 1981        |                     | El ciclo de Guillermo Bredeston y Nora Cárpena | Варіос                  | 4 епізоди  |
| 1985        |                     | Coraje mamá                                    | Максімо                 | 3 епізоди  |
| 1986        |                     | Querido salvaje                                |                         |            |
| 1987        |                     | Ficciones                                      |                         | 3 епізоди  |
| 1990        |                     | Primera función                                |                         | 1 епізод   |
| 1990        |                     | Atreverse                                      | Антоніо/Віктор          | 5 епізодів |
| 1992        | «Золото та бруд»    | El oro y el barro                              | Пауль                   | 1 епізод   |
| 1993        |                     | Apasionada                                     |                         | 2 епізоди  |
| 1993        |                     | Zona de riesgo                                 | Джеренте                |            |
| 1994        |                     | Los machos                                     |                         | 3 епізоди  |
| 1998        |                     | Los fiscales                                   | Ігнасіо                 | 3 епізоди  |
| 1999        |                     | La Argentina de Tato                           |                         |            |
| 1999        |                     | Chiquititas 99                                 | Хуан                    |            |
| 2000-2002   | «В останній момент» | Tiempo final                                   | Варіос                  | 3 епізоди  |
| 2006        |                     | Algo habrán hecho por la historia argentina    | Домінго                 | 2 епізоди  |
| 2008        |                     | Historia del petróleo argentino                | ведучий                 |            |
| 2011        |                     | Tiempo de pensar                               | Густаво                 | 1 епізод   |
| 2011        |                     | Televisión por la inclusión                    | Маріо                   | 2 епізоди  |
| 2013        |                     | Santos & Pecadores                             | детектив Кановас        | 1 епізод   |
| 2014        |                     | En terapia                                     | Карлос                  |            |
| 2015-2016   |                     | La casa del mar                                | інспектор Джордж Пласас |            |
| 2015        |                     | Variaciones Walsh                              | Комісар Лауренці        |            |
| 2018        |                     | El lobista                                     | Еліан                   |            |
| 2019 - 2021 |                     | Hierro                                         | Діас                    |            |
| 2021        |                     | Maradona, sueño bendito                        | Сезар Луїс Менотті      |            |
| 2022        | Свята Евіта         | Santa Evita                                    | Хуан Домінго Перон      |            |